# Borovnica község
Borovnica község (szlovén nyelven Občina Borovnica) Szlovénia 212 alapfokú közigazgatási egységének, azaz községének egyike a Közép-Szlovénia statisztikai régióban. A község Ljubljanától délre fekszik, keleti határán Brezovica községgel, déli határán pedig a Primorsko-notranjska statisztikai régióban fekvő Cerknica községgel határos. Adminisztratív központja Borovnica. A község Vrhnika községből való kiválással jött létre.

## A községhez tartozó települések
A községhez Borovnica székhelyen kívül a következő települések tartoznak:
- Breg pri Borovnici
- Brezovica pri Borovnici
- Dol pri Borovnici
- Dražica
- Lašče
- Laze pri Borovnici
- Niževec
- Ohonica
- Pako
- Pristava
- Zabočevo

## Népesség
| Lakosok száma | 3900 | 3941 | 3995 | 3992 | 4065 | 4277 | 4295 | 4408 | 4547 | 4625 |
|               | 2008 | 2009 | 2011 | 2012 | 2013 | 2015 | 2016 | 2017 | 2019 | 2020 |